# István Lévai (lottatore)
István Lévai (Esztergom, 21 dicembre 1990) è un lottatore ungherese naturalizzato slovacco, specializzato nella lotta greco-romana.

## Biografia
A livello giovanile ha gareggiato per l'ungheria, disputando gli europei junior e cadetti del 2007.
È stato allenato da Karol Lengyel dal 2010.
Dal 2011 al 2016 ha rappresentato la nazionale slovacca, con il quale si è laureato campione continentale agli europei di Belgrado 2012 nella categoria dei 60 chilogrammi ed ha vinto il bronzo a Tbilisi 2013 nei -60 chilogrammi e Vantaa 2014 nei -66 chilogrammi. Ha fatto parte della spedizione slovacca ai Giochi europei di Baku 2015, dove si è aggiudicato la medaglia di bronzo nel torneo dei 66 chilogrammi.

## Palmarès
- Europei

Belgrado 2012: oro nei -60 kg;
Tbilisi 2013: bronzo nei -60 kg;
Vantaa 2014: bronzo nei -66 kg;
- Giochi europei

Baku 2015: bronzo nei -66 kg;